# یورگن شورناگل
یورگن شورناگل (آلمانی: Jürgen Schornagel؛ زادهٔ ۱۹۳۹) بازیگر اهل آلمان است.
از فیلم‌هایی که وی در آن نقش داشته‌است، می‌توان به پادتن‌ها، اغواگری – دختر عجیب و هیندنبورگ اشاره کرد.